# برينس أوف بيرجا: التاج المفقود
برنس أوف بيرجا: التاج المفقود، (اللغة الإنجليزية: Prince of Persia: The Lost Crown)، هي لعبة أكشن-مغامرات ذات عرض جانبي تم تطويرها بواسطة يوبي سوفت مونبلييه، وسيتم نشرها بواسطة يوبي سوفت، بتاريخ 18 يناير 2024 على المشغلات التالية وهي : بلاي ستيشن 4، وبلاي ستيشن 5، ونينتندو سويتش، وإكس بوكس سيريس إكس وسيريس إس، وإكس بوكس ون، ومايكروسوفت ويندوز. هذا هو أحدث إصدار لسلسلة برنس أوف برشيا منذ برنس أوف بيرشيا: ذا فورجتن ساندز. تلقت اللعبة مراجعات إيجابية من النقاد، توفر اللعبة 14 لغة، ومن بينها العربية.

## اللعبة
أمير بلاد فارس: التاج المفقود هي لعبة فيديو منصات وأكشن ومغامرة ذات رسوم ثنائية الأبعاد ونصف. يستطيع بطل اللعبة، سارجون، القفز والانزلاق والاندفاع الجوي للتنقل بسرعة بين المنصات. يمكنه استخدام زوج الشفرات لهزيمة الأعداء. سيساعد التفادي في التوقيت المناسب في بناء توهج سارجون أثرا، والذي يسمح له بإطلاق العنان لقدرة خاصة عندما يتم ملؤها بالكامل. سيتمكن اللاعب من الوصول إلى العديد من القوى المستندة إلى الوقت لكل من الأغراض القتالية والمنصات. يسمح Rush of the Simurgh لسارجون بالاندفاع للأمام على الفور عبر الزمن، بينما يسمح له Shadow of the Simurgh بوضع "علامة الظل"، والتي تكون بمثابة نقطة تفتيش مؤقتة يمكن للاعبين العودة إليها على الفور. يمكن تجهيز سرجون بالتعويذات التي تغير قدراته.